# Želivské lípy
Želivské lípy jsou památné stromy u vsi Oldřichovice, jihozápadně od Klatov. Dvě lípy velkolisté (Tilia platyphyllos) rostou v jižní části vsi, v ovocném sadu, v nadmořské výšce 660 m. Jejich kmeny mají obvod 360 a 345 cm, koruny dosahují do výšky 22 a 20 m (měření 2003). Přestože stav stromů není již nejlepší, stále kvetou a plodí. Lípy jsou chráněny od roku 1985 pro svůj vzrůst.

## Stromy v okolí
- Oldřichovická lípa